# The Astronomical Journal
The Astronomical Journal es una revista científica mensualmente publicada por la Universidad de Chicago por cuenta de la American Astronomical Society. Es una de las publicaciones más importantes en el mundo que concierne a la astronomía. Su abreviación  AJ frecuentemente es empleada en los artículos y las referencias científicas.
Fue fundada en 1849 por Benjamin Apthorp Gould, pero la publicación cesa entre 1861 y 1885, la fecha a la cual Gould repite la edición. Entre 1909 y 1941 el AJ es editado en Albany en el estado de Nueva York. En 1941 la responsabilidad de la publicación de AJ es trasladada a la American Astronomical Society por su editor Benjamin Boss.
La primera edición electrónica del AJ fue publicada en enero de 1998. Con el número de julio de 2006, AJ la publicación e-first, una versión electrónica de la revista liberada independientemente de las cuestiones de impresión. Su Redactor jefe actual es John Gallagher III de la Universidad de Wisconsin-Madison. El Redactor jefe Asociado es Margarita M. Hanson de la Universidad de Cincinnati.

## Editores
Esta lista es incompleta.
- 2005-, John Gallagher III
- 1984-2004, Paul W. Hodge
- 1969-1974, Gerald Maurice Clemence
- 1941-1966, Dirk Brouwer
- 1912-1941, Benjamin Boss
- 1909-1912, Lewis Boss
- 1896-1912, Seth Carlo Chandler
- 1849-1896, Benjamin A. Gould, Jr.